# Clonazolam
Le clonazolam (ou clonitrazolam) est un dérivé de benzodiazépine, de la sous-classe des triazolo-benzodiazépines et des nitro-benzodiazepines, dont font aussi respectivement partie le triazolam et le clonazépam. Il est le dérivé de ce dernier, très proche et similaire de manière moléculaire.  La synthèse du clonazolam est effectuée pour la première fois en 1971, où il fut décrit comme le composé le plus actif de la série testée. Après avoir été longtemps ignoré, il revoit le jour durant les années 2010 en tant que nouveau produit de synthèse, dont le but était de proposer un produit non répertorié aux effets identiques à ceux des produits disponibles sur ordonnance. Il fut par la suite indexé sur la liste des produits psychotropes. Ce profil fait de lui un « NPS » : « Nouveau produit de synthèse » (en anglais « Research Chemical »).
Au même titre que le flubromazolam, sa consommation présente des risques souvent plus élevés que celle des autres RC benzodiazépines du fait de son dosage difficile,.

## Effets et dosage
L'amnésie et la désinhibition qu'il provoque à des doses orales de moins d'1 mg en fait l'un des hypnotiques les plus puissants du monde,. Par conséquent, il est commercialisé sur du papier buvard, mais il est également possible de le trouver sous forme de comprimés souvent dosés à 0,5 mg . La posologie de départ ne doit pas excéder 0,25 mg.
Bon nombre de personnes n'ayant pas d'accoutumance aux benzodiazépines considèrent une dose de 0,125 mg à 0,25 mg comme hypnotique et une dose de 0,5 mg comme hypnotique et très sédative .
À cause de son caractère novateur, il n'existe que peu d'études sur cette molécule et les effets et les dosages sont purement subjectifs et basés en partie sur la similitude du clonazolam avec le clonazépam et d'autres triazolo-benzodiazépines comme l'alprazolam et le triazolam, et à des études des témoignages des utilisateurs sur les forums. Le dosage standard est estimé aux alentours de 0,25 mg et serait donc comparable à 10 mg de diazépam'. Ces estimations sont empiriques et des utilisateurs suggèrent une équivalence entre le clonazolam et le diazépam de moins de 0,20 mg pour 10 mg. Cette grande puissance (2x à 2,5x plus puissant que l’alprazolam et le clonazépam), le manque de connaissance de cette molécule rendent son dosage très difficile, et donc dangereux. Malgré tout, certains utilisateurs récréatifs prennent de plus fortes doses (1 à 2 mg).
Comme pour toutes benzodiazépines, le clonazolam a des effets anxiolytiques, hypnotiques, sédatifs, anticonvulsivants, myorelaxants et amnésiants. Ces effets sont plus ou moins prononcés selon la pharmacologie de chaque molécule apparentée aux benzodiazépines. Ils sont provoqués par une promotion de la production de GABA, en se liant aux différents sous-récepteurs GABAA. Selon l’affinité de la molécule avec ces sous-récepteurs, la molécule est utilisée dans un but anxiolytique, hypno-sédatif, anticonvulsivant et hors AMM myorelaxant (le diazépam, le clonazépam et lorazépam). Or le clonazolam semble posséder une grande affinité avec tous les sous-récepteurs GABAA, ce qui implique qu’il pourrait, utilisé sur l’homme, avoir toutes ces indications (à des dosages très différents). Sa puissance rend son potentiel en anesthésie-réanimation et en soins palliatifs potentiellement intéressant, avec une durée d’action plus longue que le midazolam, mais avec également une bien plus longue demi-vie.
Cependant, cette même puissance et cette forte action GABAergique  — mal documentées mais avérées — impliquent une plus grande occurrence et une plus grande intensité des effets indésirables (dépression du système nerveux central (SNC), amnésie antérograde, effet paradoxal, dépression respiratoire), et sont amplifiés par les mélanges avec les autres dépresseurs du système nerveux central (autres benzodiazépines, barbituriques, analgésiques opioïdes, gabapentinoïdes, mais également neuroleptiques et antihistaminiques). Son association avec d'autres dépresseurs du système respiratoire peut s'avérer mortelle.
En usage récréatif, il est utilisé pour ses puissants effets anxiolytiques, sédatifs et hypnotiques. Sa rapidité d’action, combinée à sa puissante anxiolyse et son grand pouvoir de relaxation musculaire, peut également expliquer l’euphorie provoquée chez certains utilisateurs.
Son délai d’action est très rapide (entre 10 et 30 minutes en moyenne), mais le pic plasmatique est atteint avec un délai intermédiaire (40 à 60 minutes). Le clonazolam est une BZD à durée d’action courte à intermédiaire (6 à 10 heures), mais sa demi-vie d’élimination est longue. Deux facteurs de plus grand potentiel addictogène.